# Google Meet
Google Meet — сервис видео-телефонной связи и видеоконференций, разработанный компанией Google. Является одним из двух приложений, заменивших Google Hangouts (второе — Google Chat). Поддерживает демонстрацию рабочего стола одного пользователя для других.

## История
Первый релиз для iOS был опубликован в феврале 2017 года, официально программа была представлена в марте 2017 года.
В марте 2020 года в связи с пандемией COVID-19 было объявлено о предоставлении бесплатного доступа к программе, что привело к увеличению числа пользователей в 30 раз в апреле 2020 года по сравнению с январём 2020 года, достигнув значения 100 миллионов пользователей в день (у аналогичного сервиса Zoom число пользователей на тот момент составляло 200 миллионов пользователей в день). До 30 июня 2021 года длительность бесплатных конференций для Gmail-аккаунтов ограничена 24 часами, с 1 июля 2021 года для бесплатных аккаунтов длительность предполагается ограничить 60 минутами (ранее заявлялось, что изменение условий использований будет осуществлено 1 октября 2020 года, затем называлась дата 1 апреля 2021 года).